# رؤية لعلوم الفضاء وتطبيقاته
مؤسسة رؤية لعلوم الفضاء وتطبيقاته هي منظمة غير ربحية تنشط في ليبيا متخصصة في نشر التوعية العلمية حول علوم الفلك، الطقس، وتقنيات الفضاء. انطلقت في عام 2012 كصفحة على موقع فيسبوك للتوعية الفلكية والشرعية حول بدايات الأشهُر الهجرية، ثم تأسست كجمعية لهواة الفلك عام 2015، وتم تسجيلها رسميًا كمؤسسة معتمدة من مفوضية المجتمع المدني الليبية في عام 2021. 
تُعد المؤسسة مصدرًا علميًا معتمدًا لعدد من وسائل الإعلام المحلية والدولية، حيث تستند إلى تحليلاتها وتوقعاتها في تغطية الظواهر الجوية والفلكية، مثل العاصفة دانيال وحرائق الجبل الأخضر. 
لدى المؤسسة 10 محطات كمرحلة أولى ضمن مشروع (مزن) موجودة في عدة مدن ليبية مثل: طرابلس، سرت، درنة، مهمة هذه المحطات تتمثل في رصد وتوثيق أغلب عناصر الحرارة و والرياح والأمطار والرطوبة والضغط الجوي. 
تهتم المؤسسة بعدة مجالات، أبرزها: علم الفلك، الطقس والمناخ، رصد الأهلة، والتصوير الفلكي. 